# Георги Цветков Дримколски
Георги Цветков (на сръбски: Ђорђе Цветковић или Đorđe Cvetković, Джордже Цветкович) е македонски сърбоманин, деец на Сръбската пропаганда в Македония от началото на XX век.

## Биография
Георги Цветков е роден през 1860 година в дримколското село Лабунища, тогава в Османската империя, заради което носи прозвището Дримколски. Баща му Димитър Цветков организира доброволческа чета, с която участва в Сръбско-турската война от 1876 година. В началото на 1904 година Георги Дримколски се намира в Белград и държи кафенето „Три грозда“. Оттам на 25 април 1904 година заедно с войводата Ангелко Алексов и 22 четници за Поречието са изпратени тържествено към Македония. На 8 май преминават границата с Османската империя, но в кратко време са открити от турската власт и са пресрещнати от войска. Ангелко Алексов и други са убити, а Георги Дримколски е повторно изпратен с чета в Македония, този път заедно с Василие Търбич в Охридско и Демирхисарско. През есента на 1904 година пристига в родното си село с няколко четници и обединява усилята си с местната сърбоманска селска чета на Пандил Чоресков. Заради натиск от страна на албанците в Дримкола и четата на ВМОРО на Милош Павлов Георги Дримколски е принуден да зимува в планината. Разболява се и през пролетта на 1905 година умира от простуда.